# Обучение служению
Обучение служению — методология изучения, преподавания и анализа, чаще молодёжного, служения в гражданском обществе. Как методология преподавания, оно подпадает под философию эмпирического образования. Точнее говоря, оно вбирает в своё понятие гражданское служение под опекой инструктора и рефлексию для закрепления опыта, учит гражданской ответственности, побуждает к пожизненным гражданским обязательствам и укрепляет общество ради всеобщего блага. Закон о муниципальном служении от 1990 года, уполномочивший программу Учись и служи Америка выдачей грантов, определяет обучение служению как:
«метод, при котором студенты или участники изучают и развиваются при активном участии в созерцательно организованном служении, проводящемся для удовлетворения нужд общества; оно координирует работу начальных школ, средних школ, высших заведений, работу программ муниципального служения и гражданского общества; и помогает развивать в участниках чувство гражданской ответственности; и оно объединено в академическое расписание студентов и только улучшает его, или в образовательные компоненты программ муниципального служения для задействованных участников; и предоставляет систематизированное времяпровождение для студентов и участников для рефлексии полученного опыта служения.»
Альтернативно, Национальный совет лидерства молодёжи определяет обучение служению как «философию, педагогику, и модель для развития общества, используемую в качестве учебной стратегии с целью выполнения поставленных учебных задач и повышения планки норм.»

## Ключевые компоненты
Обучение служению объединяет в себе эмпирическое обучение и возможности гражданского служения. Оно подразделяется на следующие формы:
- Академические связи — Включение проектов служения в учебную программу является удачным способом обучения служению. Академические связи должны быть четко обозначенными и опираться на имеющиеся дисциплинарные навыки.

- Право голоса студентов — Помимо активного вовлечения в сами проекты, студенты имеют возможность выбирать, планировать, организовывать, воплощать и придавать оценку их деятельности в процессе служения, придавая значимость и проявляя постоянный интерес. В гражданской среде оно альтернативно называется Правом голоса молодёжи.

- Рефлексия — Создаются систематизированные возможности для рассуждения, анализа, вслух и на бумаге полученного опыта служения. Баланс между рефлексией и действием позволяет студентам постоянно быть в курсе результатов и выхлопа их деятельности.

- Гражданское партнерство — Партнерство с муниципальными агентствами нацелено на определение подлинных нужд, на предоставление наставничества и на финансовое содействие с целью ускорения завершения проектов. При удачном партнерстве обе стороны отдают и получают, а проект становится их общим детищем. Для успешного партнерства должны составляться четкие руководства для студентов, чтобы они как можно чаще взаимодействовали с выбранным муниципальным органом.

- Подлинные нужды общества — Местные члены гражданского общества, субъекты и объекты служения, участвуют в процессе определения значимости и глубины деятельности служения.

- Оценка — Хорошо систематизированный инструментарий оценки вместе с обратной связью посредством рефлексии обеспечивают ценную информацию касательно положительного «взаимовыгодного обучения» и результатов служения устойчивого развития и легкости копирования.[3]

В 2008 году Национальный молодёжный совет по лидерству выпустил Стандарт качества обучения служению для 12-классной школьной системы, используемый для исследования в данной области с целью определения восьми стандартов качеств обучения служению на практике. Стандарты следующего типа:
- Включение в учебную программу
- Рефлексия
- Разнообразие
- Право голоса молодёжи
- Партнерство
- Мониторинг прогресса
- Длительность и интенсивность

Далее, для разграничения высокого качества учебного опыта служения от низкого, Служение молодёжи Калифорнии опубликовало «7 элементов высококачественного обучения служению» :
- Интегрированное обучение
- Служение высокого качества
- Содействие
- Право голоса студентов
- Гражданская ответственность
- Рефлексия
- Оценка

## Типология
По определению Роберта Сигмона, 1994:
- ОБУЧЕНИЕ служению: Учебные цели первичны; результат служения второстепенен.
- Обучение СЛУЖЕНИЮ: Результат служения главенствует; учебные цели второстепенны.
- Обучение служению: Служение и учебные цели совершенно отделены друг от друга
- ОБУЧЕНИЕ СЛУЖЕНИЮ: Служение и учебные цели равнозначны и улучшает один другого для всех участников.

В этой сравнительной форме представлена типология, полезная не только в установлении критериев различия обучения служению от других вариантов программ служения, но также и в предоставления базиса по уточнению различий между всевозможными видами ориентированных на служение эмпирических образовательных программ (например волонтерская деятельность в школе, гражданское служение, обучение в конкретных областях знаний, и интернатуры)

## Писательство на тему служения
Писательство на тему служения — это метод одобрения студентов писать на тему общественных проблем и нужд. Инструкторами используются множество различных подходов в зависимости от возрастной группы студентов и теоретический подход.

## Воздействие на техническое образование
Многие преподаватели технических специальностей обеспокоены недостатком практического знания в инженерии, поэтому включают обучение служению в свои учебные программы в качестве решения не только данной проблемы, но и заодно других проблем иного характера.

## Программы поддержки
Имеются мириады действующих программ по обучению служению, приносящих существенный национальный результат в США. Здесь приведены некоторые организации:
- SEANet — программа обучения служению для 12-классной школьной системы

- Библиотека гос. агентства Учись и служи Америка предоставляет самую большую в мире базу данных по обучению служению. L[6]

- Национальное партнерство по обучению служению — академическая и гражданская подготовка молодёжи посредством программ обучения служению.

- Фонд партнёрства Джимми и Розалины Картер — проводит программы обучения служения в партнерстве с неправительственными организациями в США и зарубежных странах[7][8]

- Университет штата Индиана подготавливает студентов юридических, медицинских, предпринимательских специальностей посредством обогащения практических знаний через обучение служению.[9]

- Служение молодёжи Америки, Альянс американских перспектив и State Farm Insurance запустили проект обучения служению GoToServiceLearning и предоставляют материалы и ресурсы учителям, желающим включить в их занятия обучение служению.

- Служение ради мира верит, что гражданская ответственность является базой гармоничного мирного сосуществования вне государственных и прочих границ.

### Американские программы по обучению служению
- Service Learning in Omaha — UNO’s Annual Three Days of Service
- Indiana University School of Medicine Office of Medical Service Learning
- Examples of service-learning in higher education

### Еврейское обучение служению
- Организации: Почините мир and СУЛАМ-Центр
- Исследования и изучение еврейского обучения служению